# Wassmer Aviation
Wassmer Aviation war eine französische Schreinerei, die von Bernard Wassmer 1905 in Issoire gegründet wurde. Später wandelte sich das Unternehmen zu einem Flugzeughersteller mit dem Schwerpunkt auf dem Bau von Segelflugzeugen. 1978 wurde es von Issoire Aviation aufgekauft.

## Flugzeugherstellung
1955 begann das Unternehmen mit dem Bau von Flugzeugen. Zunächst wurden unter Lizenz zweisitzige Flugzeuge vom Typ Jodel D 112 gebaut. Weiterhin baute das Unternehmen in dieser Zeit die einsitzige WA-20 und die zweisitzige WA-30 Bijave. 1959 begann das Unternehmen die WA-40 Super IV – ein viersitziges Reiseflugzeug – zu bauen.
1972 gründete Wassmer zusammen mit der S.I.R.E.N. SA in einem Joint Venture das Consortium Europeén de Réalisation et de Ventes d’Avions (CERVA), um eine Metallversion der WA4/21 zu bauen, die wiederum eine Variante der WA-40 war. Die Komponenten der Cerva CE.43 Guépard wurden bei S.I.R.E.N in Argenton-sur-Creuse gefertigt. Die Endmontage, der Innenausbau und die Flugtests erfolgten bei Wassmer in Issoire. Ein weiteres Flugzeug dieser Zusammenarbeit war das Segelflugzeug CE-75.
Mit der Entwicklung der WA-50 Serie entfernte sich das Unternehmen von seiner Tradition der Holzverarbeitung und wandte sich der Verarbeitung von GFK zu. Die WA-50 war das weltweit erste Flugzeug, das vollständig aus GFK gebaut ist. Das letzte Modell, das Wassmer entwickelte, war die WA-80 Piranha. Sie war eine verkleinerte, zweisitzige Version der WA-50.
Durch die gleichzeitige Produktion der WA-80 und verschiedener Modellvarianten der WA-50 Serie geriet das Unternehmen in finanzielle Schwierigkeiten. Schließlich wurde die Verwaltung 1977 einem Insolvenzverwalter übergeben und die Produktion gestoppt. Am 1. Februar 1978 übernahm die von S.I.R.E.N gegründete Issoire Aviation das Unternehmen und setzte den Bau von Segelflugzeugen sowie den Kundendienst für Wassmer-Flugzeuge fort.

## Wassmer Flugzeugmodelle
- Jodel D 112 und D 120 (Lizenzproduktion)
- Wassmer WA-20 Javelot
- Wassmer WA-26 Squale
- Wassmer WA-28 Espadon
- Wassmer WA-30 Bijave
- Wassmer WA-40 Super IV/Baladou/Prestige
- Wassmer WA-50 Pacific/Europa/Atlantic
- Wassmer WA-80 Piranha

## Cerva Flugzeugmodelle
- Cerva CE.43 Guépard
- Cerva CE-44 Cougar
- Cerva CE-45 Léopard
- Cerva CE-75 Silene